# (307616) 2003 QW90
2003 كيو دابليو 90 (ويعرف أيضًا باسم (307616) 2003 كيو دابليو 90 وفق تسمية الكوكب الصغير) (بالإنجليزية: 2003 QW90)‏ هو كويكب ضمن حزام الكويكبات؛ وترتيبه 307616 من حيث الاكتشاف.
اكتُشف هذا الجُرم الفلكي بواسطة مارك ويليام بوي في 23 أغسطس 2003.

## وصلات خارجية
- (307616) 2003 QW90 في قاعدة بيانات مختبر الدفع النفاث لأجرام النظام الشمسي الصغيرة

- الاكتشاف · مخطط المدار ·  العناصر المدارية · المعلمات المادية

- (307616) 2003 QW90 على موقع ويكي سكاي: DSS2, SDSS, GALEX, IRAS, Hydrogen α, X-Ray, Astrophoto, Sky Map, Articles and images